# Christophe Hérelle
Christophe Hérelle (Sochaux, 22 agosto 1992) è un calciatore francese di origini martinicane, difensore svincolato.

## Caratteristiche tecniche
È un difensore centrale.

## Carriera
Il 5 agosto 2017 ha esordito in Ligue 1 con la maglia del Troyes in un match pareggiato 1-1 contro il Rennes.
Il 1º luglio 2018 passa al Nizza.
L'11 agosto 2020 viene ceduto al Brest. In tre stagioni totalizza 56 presenze.
Il 1º settembre 2023 viene ufficializzato il suo passaggio al Metz, neopromosso in Ligue 1.

## Statistiche

### Presenze e reti nei club
Statistiche aggiornate al 9 aprile 2023.
| Stagione         | Squadra           | Campionato       | Campionato | Campionato | Coppe nazionali | Coppe nazionali | Coppe nazionali | Coppe continentali | Coppe continentali | Coppe continentali | Altre coppe | Altre coppe | Altre coppe | Totale | Totale | Totale |
| Stagione         | Squadra           | Comp             | Pres       | Reti       | Comp            | Pres            | Reti            | Comp               | Pres               | Reti               | Comp        | Pres        | Reti        | Pres   | Reti   |        |
| ---------------- | ----------------- | ---------------- | ---------- | ---------- | --------------- | --------------- | --------------- | ------------------ | ------------------ | ------------------ | ----------- | ----------- | ----------- | ------ | ------ | ------ |
| 2010-2011        | Sochaux 2         | CFA              | 4          | 0          |                 | -               | -               |                    | -                  | -                  |             | -           | -           | 4      | 0      |        |
| 2011-2012        | Sochaux 2         | CFA              | 28         | 0          |                 | -               | -               |                    | -                  | -                  |             | -           | -           | 28     | 0      |        |
| 2012-2013        | Sochaux 2         | CFA              | 21         | 0          |                 | -               | -               |                    | -                  | -                  |             | -           | -           | 21     | 0      |        |
| Totale Sochaux 2 | Totale Sochaux 2  | Totale Sochaux 2 | 53         | 0          |                 | -               | -               |                    | -                  | -                  |             | -           | -           | 53     | 0      |        |
| 2013-2014        | Colmar            | CFA              | 26         | 1          | CF+CdL          | 0               | 0               |                    | -                  | -                  |             | -           | -           | 26     | 1      |        |
| 2014-2015        | Colmar            | CFA              | 27         | 0          | CF+CdL          | 0               | 0               |                    | -                  | -                  |             | -           | -           | 27     | 0      |        |
| Totale Colmar    | Totale Colmar     | Totale Colmar    | 53         | 1          |                 | 0               | 0               |                    | -                  | -                  |             | -           | -           | 53     | 1      |        |
| 2013-2014        | Colmar 2          | CFA2             | 1          | 0          |                 | -               | -               |                    | -                  | -                  |             | -           | -           | 1      | 0      |        |
| 2014-2015        | Colmar 2          | CFA2             | 1          | 0          |                 | -               | -               |                    | -                  | -                  |             | -           | -           | 1      | 0      |        |
| Totale Colmar 2  | Totale Colmar 2   | Totale Colmar 2  | 2          | 0          |                 | -               | -               |                    | -                  | -                  |             | -           | -           | 2      | 0      |        |
| 2015-2016        | Créteil-Lusitanos | L2               | 33         | 0          | CF+CdL          | 0               | 0               |                    | -                  | -                  |             | -           | -           | 33     | 0      |        |
| 2016-2017        | Troyes            | L2               | 32+2       | 0          | CF+CdL          | 1+1             | 0               |                    | -                  | -                  |             | -           | -           | 36     | 0      |        |
| 2017-2018        | Troyes            | L1               | 34         | 0          | CF+CdL          | 1+0             | 0               |                    | -                  | -                  |             | -           | -           | 35     | 0      |        |
| Totale Troyes    | Totale Troyes     | Totale Troyes    | 68         | 0          |                 | 3               | 0               |                    | -                  | -                  |             | -           | -           | 71     | 0      |        |
| 2018-2019        | Nizza             | L1               | 33         | 0          | CF+CdL          | 1+0             | -               |                    | -                  | -                  |             | -           | -           | 34     | 0      |        |
| 2019-2020        | Nizza             | L1               | 15         | 3          | CF+CdL          | 2+1             | 0               | -                  | -                  | -                  | -           | -           | -           | 18     | 3      |        |
| Totale Nizza     | Totale Nizza      | Totale Nizza     | 48         | 3          |                 | 4               | 0               |                    | -                  | -                  |             | -           | -           | 52     | 3      |        |
| 2020-2021        | Brest             | L1               | 16         | 0          | CF              | 0               | 0               |                    | -                  | -                  |             | -           | -           | 16     | 0      |        |
| 2021-2022        | Brest             | L1               | 23         | 0          | CF              | 1               | 0               |                    | -                  | -                  |             | -           | -           | 24     | 0      |        |
| 2022-2023        | Brest             | L1               | 16         | 0          | CF              | 0               | 0               |                    | -                  | -                  |             | -           | -           | 16     | 0      |        |
| Totale Brest     | Totale Brest      | Totale Brest     | 55         | 0          |                 | 1               | 0               |                    | -                  | -                  |             | -           | -           | 56     | 0      |        |
| Totale carriera  | Totale carriera   | Totale carriera  | 312        | 4          |                 | 8               | 0               |                    | -                  | -                  |             | -           | -           | 320    | 4      |        |